# C3类二氧化碳固定

卡爾文-本森循環

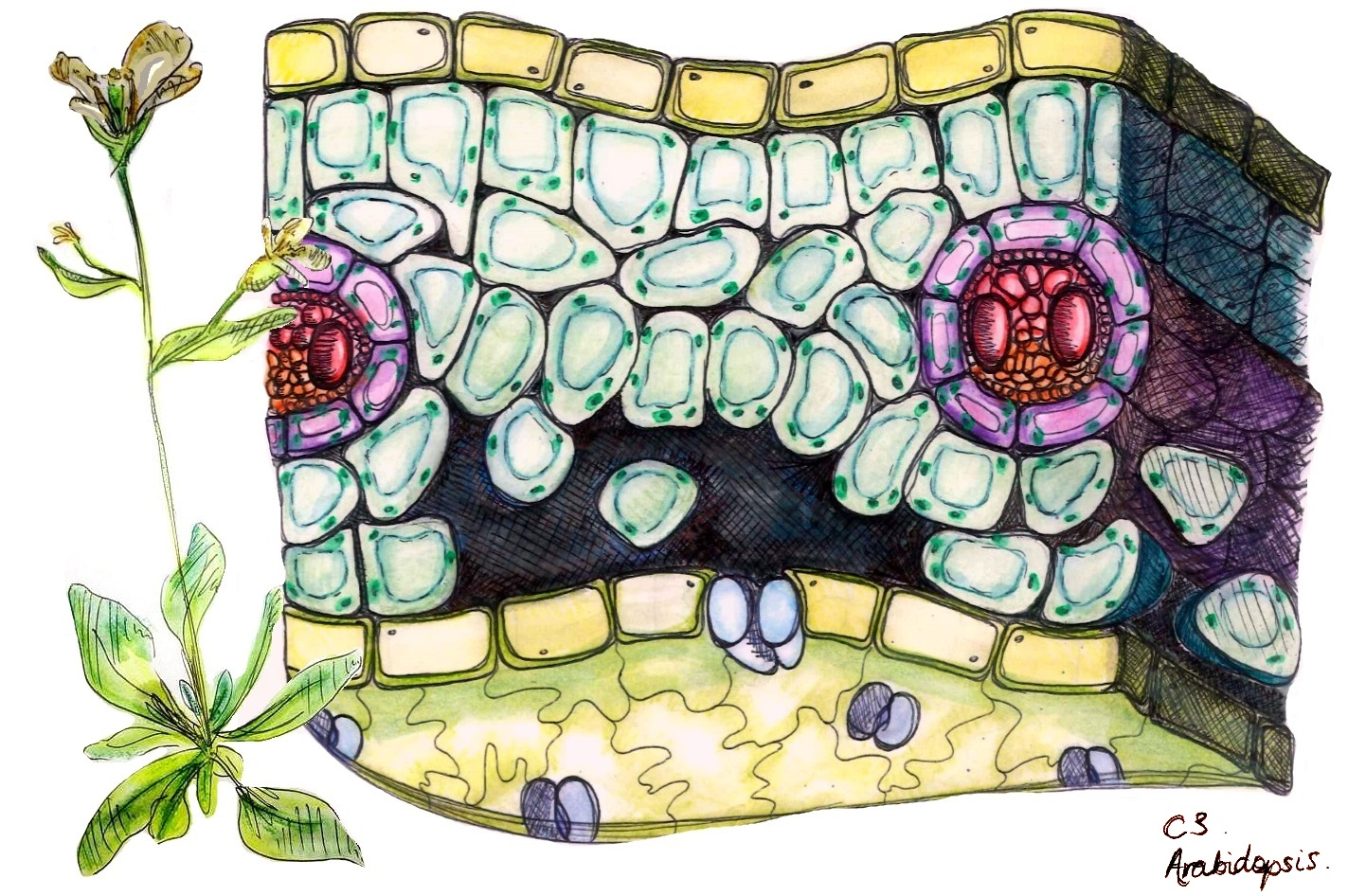
C_{3}类二氧化碳固定植物：拟南芥（Arabidopsis thaliana）的叶片切面

C3类二氧化碳固定是光合作用三大碳固定代谢途径中最为常见的一种（另外两类是C4和景天酸代谢）。该反应将二氧化碳、水和核酮糖-1,5-二磷酸（RuBP）转化为两个3-磷酸甘油酸分子：
CO2 + H2O + RuBP → (2) 3-磷酸甘油酸
该反应由梅尔文·卡尔文、安德鲁·本森和詹姆士·巴沙姆在1950年发现。C3碳固定是卡尔文循环中的第一步。
完全仰赖C3碳固定的植物被称作C3类植物。这些植物首次出现在古生代和中生代前后，约占当今地球植物生物质的95%。